# Hrvatski klub Kralj Tomislav
Hrvatski klub Kralj Tomislav (eng. King Tomislav Croatian Club Limited ili kraće King Tom Club) osnovan je 1972. i smješten je u Sydneyskom predgrađu Edensor Park, točnije: 223-227 Edensor Road, Edensor Park NSW 2176 Australia. U sklopu kompleska nalazi se:
- igralište Sydney Uniteda.
- Luce Mala Restaurant
- igralište za boće
- prostorije za funkcije